# Eryngium bornmuelleri
Eryngium bornmuelleri är en flockblommig växtart som beskrevs av Nábe$klek. Eryngium bornmuelleri ingår i släktet martornar, och familjen flockblommiga växter. Inga underarter finns listade i Catalogue of Life.